# Kerk van Logumer Vorwerk
De Kerk van Logumer Vorwerk (Duits: Logumer Vorwerker Kirche) is de hervormde kerk van het gelijknamige Stadtteil van de Oost-Friese stad Emden. Het kerkgebouw werd in 1884 gebouwd en is reeds de tweede kerk van het dorp.

## Geschiedenis
Het dorp Logumer Vorwerk werd gesticht nadat de oude nederzetting Logum in de 16e eeuw na een grote stormvloed moest worden opgegeven en buitendijks kwam te liggen. In 1594 werd het eerste kerkgebouw van het nieuwe dorp Logumer Vorwerk gebouwd, waarbij het bouwmateriaal van de oude kerk van Logum werd hergebruikt. Deze kerk verviel in de loop der eeuwen echter steeds meer, zodat in de 19e eeuw de afbraak volgde en een nieuwe kerk werd gebouwd. De voltooiing hiervan vond in 1884 in de neoromaanse stijl plaats.
Het kerkgebouw werd in 1993 met een aanbouw uitgebreid, die voor opbaringen wordt gebruikt.
De kerkelijke gemeente deelt een predikant met Wybelsum.

## Interieur
Uit de verdwenen kerk van Logum werden de preekstoel en de klok overgenomen. In 1995 was het 500 jaar geleden dat de klok gegoten werd. De kansel werd in 1998 gerenoveerd.